# 1898 en journalisme
Cet article présente les faits marquants de l'année 1898 en journalisme.

## Évènements
- Publication de l'article « J'accuse… ! », d'Émile Zola, à propos de l'affaire Dreyfus, dans le journal L'Aurore[1].